# Région Val-de-Ruz
La région Val-de-Ruz est une région statistique du canton de Neuchâtel. Elle compte une seule commune depuis 2021.

## Histoire
Dans le cadre de la réforme des institutions cantonales adoptée par référendum le 24 septembre 2017, et l'instauration d'une circonscription électorale unique, la région reprend le 1er janvier 2018 le rôle de découpage statistique précédemment dévolu à l'ancien district du Val-de-Ruz qui est supprimé à cette date,,.
Le 1er janvier 2021, la commune de Valangin fusionne avec la commune de Neuchâtel. À la suite de la fusion, la région Val-de-Ruz ne possède plus qu'une seule commune (Val-de-Ruz). La région perd 3,76 km2 et 500 habitants.

## Communes
Voici la liste des communes composant la région avec, pour chacune, sa population.
| Nom        | N° OFS | Population (décembre 2023) |
| ---------- | ------ | -------------------------- |
| Val-de-Ruz | 6487   | +017 499,                  |
| Total      | Total  | +017 410,                  |